# Babylon-terv
A Babylon-terv a Babylon 5 című amerikai sci-fi tévésorozatban a Babylon 5 űrállomás létrejöttét megelőző terv.
A Babylon-tervet a Föld Szövetség kezdeményezte a Minbari Föderációval vívott háború után, és a Szövetség is építette fel a minbarik segítségével. A cél: egy találkozóhely a különböző fajok képviselőinek.

## Az első háromBabylonállomás
Az első Babylon állomást 2249-ben kezdték el építeni, de mivel néhányan nem szerették volna, hogy egy ilyen állomás elkészüljön, ezért az építkezés alatt egy szabotázs akció miatt megsemmisült. A biztonsági előírásokat ezek után hiába szigorították meg, befejezése előtt a Babylon 2-nek is ez lett a sorsa. Később a Babylon 3-ról annyi derül ki, hogy az építkezés során egy baleset következtében felrobbant. Az első három űrállomás kisebb volt, mint a Babylon 4.

## Babylon 4
A Babylon 4 volt az öt O´Neil osztályú űrállomás közül a legnagyobb és legerősebb. 2254. július 14-én, kevesebb, mint 24 órával működésbe lépése után eltünt. 2258-ban a 14-es szektorban megjelent és vészjelzést kezdett el sugározni, amit a Babylon 5 fogott. Mielőtt a Babylon 4 újra eltűnt volna az időben, a személyzetét sikerült kimenteni. Pár év múlva derült ki, hogy valójában John Sheridan, a Babylon 5 parancsnoka, Delenn minbari nagykövet, Jeffrey Sinclair a Föld Szövetség minbari nagykövete voltak azok, akik ellopták a Babylon 4-et, hogy visszavigyék a múltba és felhasználják az árnyak elleni Nagy Háborúban. Az időtorzító mezőn keresztüli utazás következményeként Sinclair nagykövet nem tudott visszatérni a jelenbe. Ő és egy Zathras nevű idegen a Babylon 4 fedélzetén maradtak, hogy visszakísérték az állomást a múltba, hogy biztosítsák az esélyt az árnyak ellen a jelenben élőknek. A 2261. év végén fény derült az állomás sorsára. A Babylon 5 vészjelzést fogott a Babylon 4-ről. John Sheridan kapitány és legénysége megtalálta az állomást, amely csapdába esett egy távoli naprendszer élettelen bolygója körül, a 730-12-9-es szektorban. Az egyik Fehér Csillag megsemmisítését követően az állomás kilökődött a pályájáról és elégett a bolygó légkörében, amely körül több mint 900 éve keringett.

## Babylon 5
A Babylon 5 egy 8592 méter hosszú O'Neil osztályú űrállomás, amelyet 2257-ben lépett működésbe. A Babylon 5 űrállomás az Epsilon Eridani csillagrendszerben található, a csoport 3. bolygója körül kering (ami Epsilon III-ként ismeretes). Az állomás energiaellátásáról 8 darab fúziós reaktor gondoskodik. A Babylon 5 lényegesen kisebb, mint az elődei, mivel rengeteg pénzt emésztett fel az előző űrállomások építése (például a Babylon 4-nek saját meghajtása volt, míg a Babylon 5-nek nincsen). Amikor az állomást üzembe helyezték, csupán egy alacsony szintű védelmi háló működött a Babylon 5-ön, igen sebezhetővé téve a támadásokkal szemben. Ez egészen az állomás 2259-es bővítéséig így maradt, amikor is a rendszereket teljesen átépítették, hogy a Babylon 5 megfelelő tűzerővel rendelkezzen a támadó erők elleni védekezéshez. A Babylon 5 ezen kívül kiegészül 48 db Starfury vadászgéppel. A Babylon 5 orr-részén találhatók a vezérlő, a megfigyelőkupola és a dokkolóöblök. Az állomás dokkolórendszerét két dokkolóöböl alkotja. Az első lehetővé teszi, hogy a kisebb hajók a forgórész 0 G-s középvonalán haladva bejussanak egy megfelelő belső landolóöbölhöz. A második, nagyobb öböl az állomás felső, nem forgó részén található.